# Г'ясі Зардес
Г'ясі Зардес (англ. Gyasi Zardes, нар. 2 вересня 1991, Готорн) — американський футболіст, нападник клубу «Коламбус Крю».
Виступав, зокрема, за клуби «Бейкерсфілд», «Лос-Анджелес Гелаксі» та «Вентура Каунті Ф'южн», а також національну збірну США.

## Клубна кар'єра
Народився 2 вересня 1991 року в місті Готорн (Каліфорнія). Вихованець футбольної школи клубу «Лос-Анджелес Гелаксі».
У дорослому футболі дебютував 2009 року виступами за команду клубу «Бейкерсфілд», в якій провів три сезони, взявши участь у 56 матчах чемпіонату.  У складі був одним з головних бомбардирів команди, маючи середню результативність на рівні 0,68 голу за гру першості.
Своєю грою за цю команду привернув увагу представників тренерського штабу клубу «Вентура Каунті Ф'южн», до складу якого приєднався 2011 року та відіграв за нього наступний сезон своєї ігрової кар'єри. Більшість часу, проведеного у складі, був основним гравцем атакувальної ланки команди. У новому клубі був серед найкращих голеодорів, відзначаючись забитим голом майже в кожній грі чемпіонату.
До складу клубу «Лос-Анджелес Гелаксі» приєднався 2013 року. Відігравши за команду з Лос-Анджелеса 132 матчі в національному чемпіонаті.
З 2018 року захищає кольори клубу «Коламбус Крю» в складі якого провів 36 матчів в яких відзначився 21 голом.

## Виступи за збірну
2015 року дебютував в офіційних матчах у складі національної збірної США. Наразі провів у формі головної команди країни 44 матчі, забивши 7 голів.
У складі збірної був учасником розіграшу Золотого кубка КОНКАКАФ 2015 року у США і Канаді, розіграшу Кубка Америки 2016 року у США.

## Статистика виступів

### Статистика клубних виступів
| Сезон             | Команда                 | Дивізіон               | Чемпіонат | Чемпіонат | Кубок | Кубок | Плей-оф | Плей-оф | Континентальні кубки | Континентальні кубки | Усього | Усього |
| Сезон             | Команда                 | Дивізіон               | Ігор      | Голів     | Ігор  | Голів | Ігор    | Голів   | Ігор                 | Голів                | Ігор   | Голів  |
| ----------------- | ----------------------- | ---------------------- | --------- | --------- | ----- | ----- | ------- | ------- | -------------------- | -------------------- | ------ | ------ |
| 2013              | «Лос-Анджелес Гелаксі»  | Major League Soccer    | 27        | 4         | 1     | 0     | 2       | 0       | 3                    | 0                    | 33     | 4      |
| 2014              | «Лос-Анджелес Гелаксі»  | Major League Soccer    | 32        | 16        | 2     | 2     | 5       | 1       | 5                    | 0                    | 44     | 19     |
| 2015              | «Лос-Анджелес Гелаксі»  | Major League Soccer    | 29        | 6         | 1     | 1     | 0       | 0       | 1                    | 1                    | 21     | 7      |
| 2016              | «Лос-Анджелес Гелаксі»  | Major League Soccer    | 19        | 6         | 2     | 0     | 0       | 0       | 0                    | 0                    | 21     | 6      |
| 2017              | «Лос-Анджелес Гелаксі»  | Major League Soccer    | 12        | 0         | 0     | 0     | 0       | 0       | 0                    | 0                    | 12     | 0      |
| 2014              | Л-А Гелаксі II (оренда) | США Про                | 1         | 1         | 0     | 0     | 0       | 0       | 0                    | 0                    | 1      | 1      |
| Разом             | «Лос-Анджелес Гелаксі»  | «Лос-Анджелес Гелаксі» | 119       | 32        | 6     | 3     | 8       | 2       | 12                   | 1                    | 145    | 38     |
| Коламбус Крю      | 2018                    | MLS                    | 33        | 19        | 3     | 1     | 0       | 0       | –                    | –                    | 36     | 20     |
| Коламбус Крю      | 2019                    | MLS                    | 3         | 2         | 0     | 0     | 0       | 0       | –                    | –                    | 3      | 2      |
| Разом             | Разом                   | «Коламбус Крю»         | 36        | 21        | 3     | 1     | 0       | 0       | 0                    | 0                    | 39     | 22     |
| Усього за кар'єру | Усього за кар'єру       | Усього за кар'єру      | 168       | 56        | 11    | 3     | 6       | 3       | 9                    | 1                    | 194    | 63     |

### Статистика виступів за збірну
| № | Дата              | Арена                                  | Суперник                 | 1 тайм | Результат | Турнір                       |
| - | ----------------- | -------------------------------------- | ------------------------ | ------ | --------- | ---------------------------- |
| 1 | 5 червня 2015     | Амстердам-Арена, Амстердам, Нідерланди | Нідерланди               | 1–1    | 4–3       | товариський матч             |
| 2 | 18 липня 2015     | M&T Bank Стедіум, Балтимор, США        | Куба                     | 2–0    | 6–0       | Золотий Кубок КОНКАКАФ 2015  |
| 3 | 13 листопада 2015 | Буш Стедіум, Сент-Луїс, США            | Сент-Вінсент і Гренадини | 5–1    | 6–1       | Відбір до ЧС 2018            |
| 4 | 28 травня 2016    | Чілдренс Мерсі Парк, Канзас-Сіті, США  | Болівія                  | 1–0    | 4–0       | товариський матч             |
| 5 | 28 травня 2016    | Чілдренс Мерсі Парк, Канзас-Сіті, США  | Болівія                  | 3–0    | 4–0       | товариський матч             |
| 6 | 16 червня 2016    | Сенчурі Лінк Філд, Сієтл, США          | Еквадор                  | 2–0    | 2–1       | Кубок Америки з футболу 2016 |
| 7 | 21 березня 2019   | Орландо Сіті Стедіум, Орландо, США     | Еквадор                  | 1–0    | 1–0       | товариський матч             |

## Титули і досягнення

### Збірна США
- Володар Золотого кубка КОНКАКАФ: 2017, 2021
- Срібний призер Золотого кубка КОНКАКАФ: 2019

### Клубні
- Кубок MLS (1): 2014

«Лос-Анджелес Гелаксі»